# Mareuil, Charente

Mareuil este o comună în departamentul Charente, Franța. În 1 ianuarie 2022 avea o populație de 393 de locuitori.